# 松下禎二

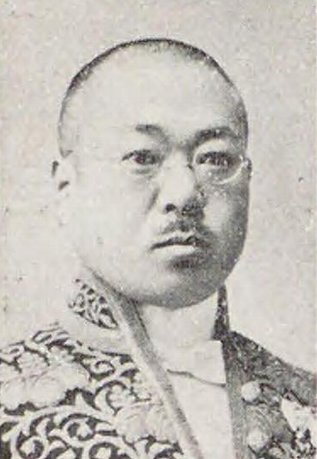
松下禎二

松下 禎二（まつした ていじ、1875年（明治8年）6月21日 - 1932年（昭和7年）6月23日）は、日本の衆議院議員（庚申倶楽部）、医学者。

## 経歴
鹿児島県高城郡西方村（現在の薩摩川内市西方町）出身。1890年（明治23年）、第五高等中学校医学部に入学し、1894年（明治27年）に卒業した。
1897年（明治30年）よりドイツに留学し、フライブルク大学・ギーセン大学・ハレ大学・ブレスラウ大学で植物学・動物学・物理学・鉱物学・内科学・病理学・衛生学・細菌学・耳鼻咽喉科学・哲学・心理学・論理学などを学んだ。
1902年（明治35年）に帰国し、翌年3月17日に医学博士の学位を得た。同年、京都帝国大学医科大学教授となり、衛生学講座を担当した。1913年（大正2年）6月23日、理学博士の学位を得た。1916年（大正5年）からは新設の微生物学講座を担当した。
1920年（大正9年）、京都帝国大学を退任して、第14回衆議院議員総選挙に出馬。当選を果たした。

## 著書
- 『学校衛生講話』（宝文館・福音舎、1914年）
- 『新撰生理衛生』（裳華房、1914-1915年）
- 『免疫学』（細菌学時報社、1913-1916年）
- 『文字ノいろいろ』（福音印刷・裳華房、1920年）
- 『衛生百話』（博文館、1920年）